# Гуревич Матвій Борисович
Гуревич Матвій Борисович (1878, Глухів Чернігівської губернії — 26 жовтня 1967, Харків) — український радянський економіст, статистик, доктор економічних наук (1939), професор (1937). Один з ініціаторів і організаторів вищої статистичної освіти в Україні. Автор робіт з теорії, методології та історії статистики.

## Навчання
Закінчив Псковську гімназію (1907), Київський інститут народного господарства (1921).

## Трудова діяльність
З 1896 року працював у Полтавському, Костромському, Псковському та Пензенському земських статистичних бюро. В 1916—1918 роках викладав статистику в Ярославському юридичному ліцеї і одночасно працював завідувачем Ярославським губернським статистичним бюро. У 1918—1922 рр. викладав статистику в Іваново-Вознесенському політехнічному інституті.

## Наукова діяльність
У 1922—1930 роках викладав статистику в Харківському інституті народного господарства та Харківському плановому інституті.  Одночасно у 1922—1933 рр. — завідувач відділу статистики сільського господарства Центрального статистичного управління УСРР. З жовтня 1930 по березень 1931 року — голова Центрального бюро методології та організації соціалістичного обліку Держплану УСРР.
При його безпосередній участі був створений статистичний факультет Харківського інституту народного господарства у 1926 році.
У 1942—1944 роках — заступник начальника Статистичного управління Киргизької РСР.
У 1944—1959 роках він працював на посадах професора кафедри бухгалтерського обліку і статистики Харківського інституту торгівлі і завідувача кафедри економічної статистики Харківського державного університету (з 1959 — професор-консультант економіки цього університету).
Редагував 15 випусків «Бюлетеня світового господарства» (Москва, 1924—1925 роки).

## Наукові роботи
- «Применение некоторых приемов математической статистики». Ярославль, 1912;
- «Историко-статистический сборник по Ярославскому краю». Ярославль, 1922;
- «Прямое обложение сельского хозяйства Украины». Х., 1922;
- «Голод и сельское хозяйство Украины». Х., 1923;
- «Приемы и методы районирования». Х., 1923
- «К вопросу о дифференциации крестьянского хозяйства Украины». Х., 1925;
- «Вопросы современного крестьянского хозяйства Украины». Харьков, 1927;
- «Очерки теории статистики»: (Экон. иссл. по материалам работ В. И. Ленина). — Харьков, 1959.